# Ochromima marginicollis
Ochromima marginicollis là một loài bọ cánh cứng trong họ Cerambycidae.